# Christoph Kramer
Christoph Kramer (sinh 19 /2/ 1991) là tiền vệ người Đức hiện đang chơi cho CLB Borussia Mönchengladbach và Đội tuyển bóng đá quốc gia Đức.

## Thống kê
| Club                                   | Season        | League            | League | League | Cup  | Cup   | Continental | Continental | Total | Total | Ref.   |
| Club                                   | Season        | League            | Apps   | Goals  | Apps | Goals | Apps        | Goals       | Apps  | Goals | Ref.   |
| -------------------------------------- | ------------- | ----------------- | ------ | ------ | ---- | ----- | ----------- | ----------- | ----- | ----- | ------ |
| Bayer Leverkusen II                    | 2009–10       | Regionalliga West | 1      | 0      | —    | —     | —           | —           | 1     | 0     | [ 5 ]  |
| Bayer Leverkusen II                    | 2010–11       | Regionalliga West | 26     | 0      | —    | —     | —           | —           | 26    | 0     | [ 6 ]  |
| Bayer Leverkusen II                    | Totals        | Totals            | 27     | 0      | —    | —     | —           | —           | 27    | 0     | —      |
| VfL Bochum (loan)                      | 2011–12       | 2. Bundesliga     | 32     | 1      | 3    | 0     | —           | —           | 35    | 1     | [ 7 ]  |
| VfL Bochum (loan)                      | 2012–13       | 2. Bundesliga     | 29     | 3      | 3    | 0     | —           | —           | 32    | 3     | [ 8 ]  |
| VfL Bochum (loan)                      | Totals        | Totals            | 61     | 4      | 6    | 0     | —           | —           | 67    | 4     | —      |
| VfL Bochum II (loan)                   | 2012–13       | Regionalliga West | 1      | 0      | —    | —     | —           | —           | 1     | 0     | [ 8 ]  |
| Borussia Mönchengladbach (loan)        | 2013–14       | Bundesliga        | 33     | 3      | 1    | 0     | —           | —           | 34    | 3     | [ 9 ]  |
| Borussia Mönchengladbach (loan)        | 2014–15       | Bundesliga        | 30     | 2      | 3    | 0     | 6           | 0           | 39    | 2     | [ 10 ] |
| Borussia Mönchengladbach (loan)        | Totals        | Totals            | 63     | 5      | 4    | 0     | 6           | 0           | 73    | 5     | —      |
| Bayer Leverkusen                       | 2015–16       | Bundesliga        | 28     | 0      | 4    | 0     | 12          | 0           | 44    | 0     | [ 11 ] |
| Borussia Mönchengladbach               | 2016–17       | Bundesliga        | 24     | 0      | 4    | 0     | 10          | 0           | 38    | 0     | [ 12 ] |
| Borussia Mönchengladbach               | 2017–18       | Bundesliga        | 27     | 3      | 1    | 0     | —           | —           | 28    | 3     | [ 13 ] |
| Borussia Mönchengladbach               | Totals        | Totals            | 51     | 3      | 5    | 0     | 10          | 0           | 66    | 3     | —      |
| Career totals                          | Career totals | Career totals     | 229    | 12     | 19   | 0     | 28          | 0           | 282   | 12    | —      |
| Last updated: ngày 27 tháng 7 năm 2018 |               |                   |        |        |      |       |             |             |       |       |        |

### International
| 2014  | 8  | 0 |
| 2015  | 3  | 0 |
| 2016  | 1  | 0 |
| Total | 12 | 0 |

## Honours

### International
Germany
- FIFA World Cup: 2014

## Personal life
Kramer is the first Solingen citizen who played for the Germany national team at World Cup.
Kramer studied at Grundschule Meigen in Solingen from 1997 to 2001. He continued secondary education at August-Dicke-Schule and finished his Abitur examination in 2010, with a grade of 3.6.